# Robot de Leonardo
El robot humanoide de Leonardo es un autómata de forma humana diseñado por Leonardo da Vinci (cuestionado) alrededor del año 1495, antes de empezar su trabajo en La última cena. Se sospecha que fue realizado bajo el patrocinio de Ludovico Sforza, entonces duque de Milán. Leonardo diseñó el primer robot antropomorfo de la civilización occidental basándose en sus investigaciones de anatomía y kinesiología en el canon de proporciones que describe en el Hombre de Vitruvio.

## Robot
El robot es un guerrero vestido con una armadura medieval germano-italiana del siglo XV parecido a los robots que el ingeniero e inventor español Juanelo Turriano creó para el emperador Carlos V en 1565. El autómata humanoide de Leonardo fue diseñado para efectuar varios movimientos parecidos a los de los humanos y estaba formado por un núcleo complejo de dispositivos mecánicos que probablemente eran impulsados por humanos.
En cuanto a los aparatos y mecanismos del autómata, el tambor melódico ubicado en la parte superior de la hoja consta ser el único elemento que se encuentra fuera de lugar. De modo que teóricos como Mario Taddei no lo toman en consideración y otros como Rosheim sugieren que puede tratarse de un mecanismo fónico. Se considera que podía existir una relación entre la batería y el caballero automático, y por consiguiente, tratarse de un tamborín. No obstante, el caballero mecánico sólo podía mover sus extremidades superiores y debido a la fricción, no podía mover tampoco los brazos ni los antebrazos, sólo las muñecas. El mecanismo de trinquete permitía a cada muñeca moverse de manera alterna evidenciando el hecho de que el robot pudiera ser un tamborín. Por último, el robot disponía también de un engranaje de linterna, un mecanismo programable conectado a la columna cilíndrica, equipado con una guía sinusoidal. Podía programarse mediante la colocación o la falta de clavijas a fin de alternar secuencias de ritmo tal como en el bote de Al-Ŷazari y en el tambor militar esbozado por Leonardo da Vinci.
Leonardo da Vinci estuvo influenciado por los antiguos textos griegos e inventores de la antigüedad: Ctesibio creó los primeros relojes de agua con figuras en movimiento. Herón de Alejandría produjo numerosos autómatas que se utilizaban en el teatro  con fines religiosos. La tradición griega fue revivida por Vitrubio, quien explicó diversos autómatas y desarrolló el canon de las proporciones, que es la base de la estética anatómica clásica. Por otro lado, los autores árabes  crearon arreglos mecánicos complicados. Finalmente Leonardo se inspira en la obra de un filósofo del siglo XIII, Jordanus Nemorarius para sus estudios mecánicos.

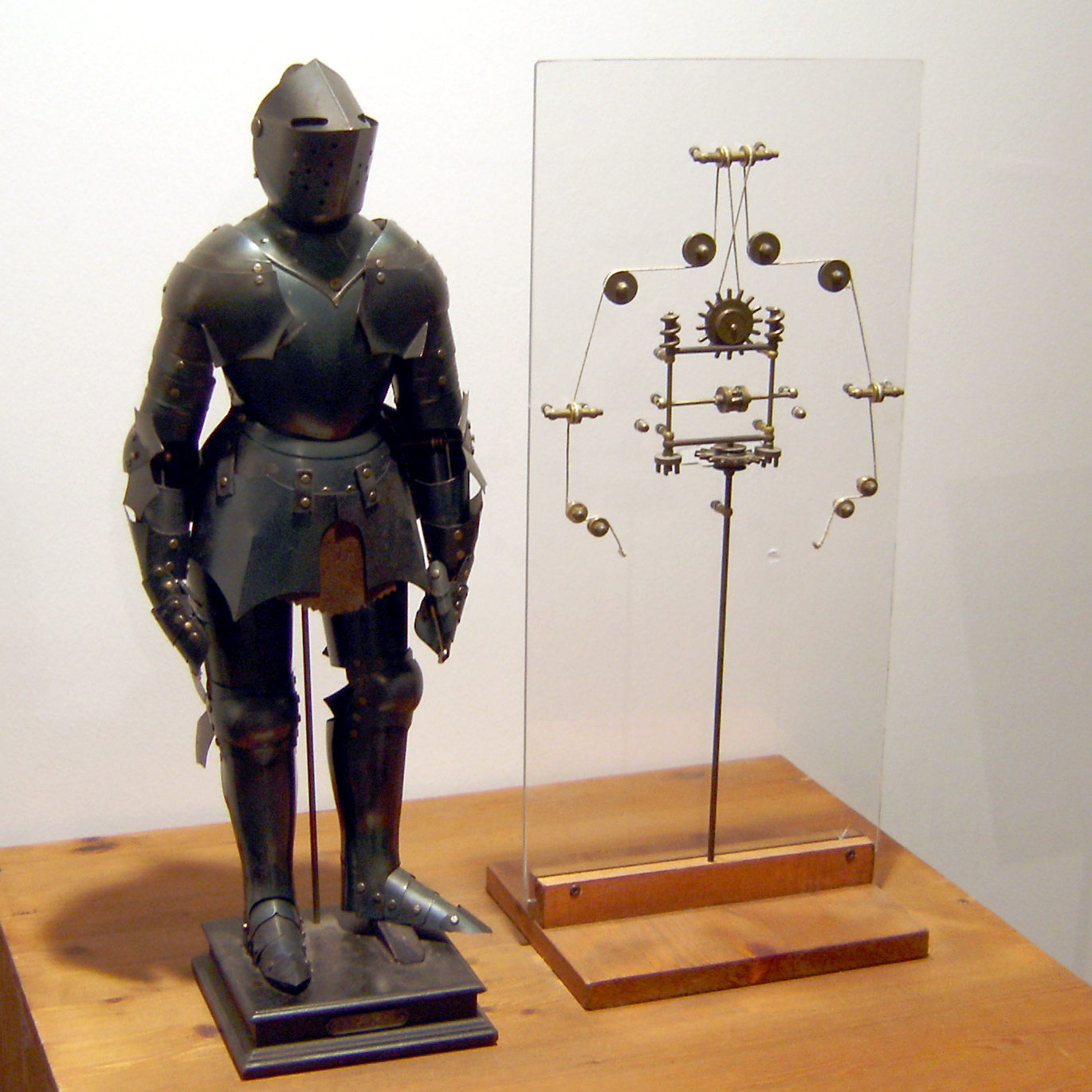
Modelo del robot de Leonardo con funcionamiento interno, mostrado en Berlín.
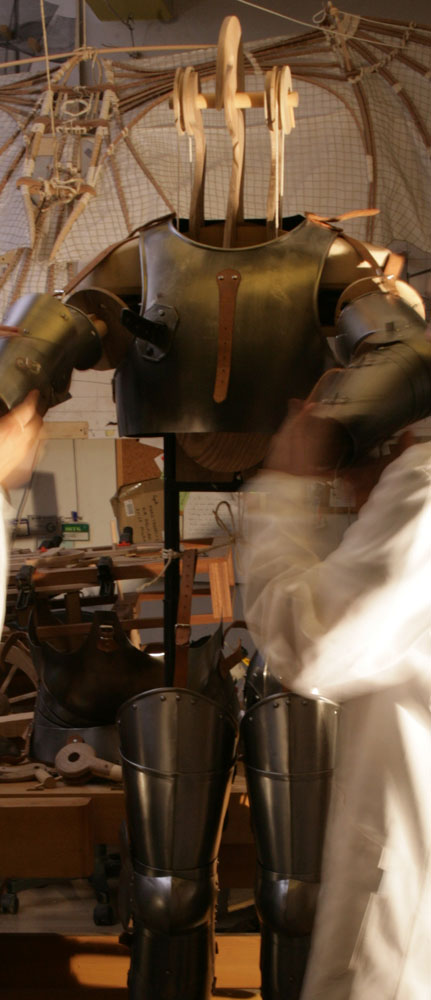
Construcción del robot en los laboratorios Leonardo3 de Mario Taddei.

## León mecánico
Otro autómata de Leonardo da Vinci es el león mecánico programable, construido como una alegoría política de la alianza entre los Médici y Francia durante la entrada del rey Francisco I en Lyon, el 12 de julio de 1515. El león era capaz de abrirse el  pecho con la garra y mostrar el escudo de armas real y las flores que había en su interior. Se cree que el encargo vino del gobernador de Florencia, Lorenzo di Piero de Medici, sobrino del papa León X y patrocinador de la comunidad florentina de banqueros y comerciantes en Lyon. Posiblemente el motor del león fue la carreta autopropulsada dibujada por Leonardo en 1478. El único testimonio directo lo proporciona Michelangelo Buonarroti de joven, quien describió en Descrizione delle felicissime nozze della Christianissima Maestà di Madama Maria Medici Regina di Francia e di Navarra las festividades organizadas el 5 de octubre de 1600 para celebrar la boda entre María Médici y Enrique IV de Francia. De acuerdo con él, durante el suntuoso banquete un león de tamaño natural caminó sobre la mesa.
No se puede determinar con seguridad si su funcionamiento servía solamente como un sistema de carga o no. Rosheim asegura que cada muelle de lámina podía servir también como un sistema de escape a fin de programar la dirección de las ruedas del autómata.